# Miguel Fuentes Azpiroz
Miguel Fuentes Azpiroz, (nascut el 6 d'agost de 1964 a Sant Sebastià), és un exfutbolista i expresident de la Reial Societat. Miguel Fuentes és Llicenciat en Ciències Empresarials.
Va ser jugador de la Reial Societat des de 1987 fins a 2001 en el lloc de lateral dret, encara que en els seus inicis amb la SD Eibar jugava com a davanter.
Va ocupar el càrrec de President de l'entitat txuri-urdin de 2005 a l'1 de juny de 2007, dia en el qual va dimitir del seu càrrec.

## Trajectòria esportiva
- 1981- 1986 Reial Societat B (Sanse)
- 1986- 1987 S.D. Eibar
- 1987- 2001 Reial Societat

## Estadístiques de Primera
- 14 temporades
- 439 partits
- 7 gols